# Льон прямий
Льон прямий (Linum strictum) — однорічна трав'яниста рослина роду льон (Linum).

## Ботанічний опис
Стебла 30–70 см заввишки, іноді злегка запушене.
Суцвіття майже головчаті або колосоподібні, жовтого кольору.
Цвіте у травні-червні.

## Поширення
Вид поширений у Європі, Азії та Африці. В Україні зустрічається на півдні Криму, росте на відкритих схилах та вздовж доріг.